# Schuinshoogtei csata
A schuinshoogtei csata az első búr háború egyik fontos ütközete volt, amely során az angoloknak ismét nem sikerült vereséget mérniük a túlerőben lévő, de rosszabb fegyverzetű ellenfélre.

## Előzmények
Az információk szerint az angol ellátmányi- és kommunikációs vonalakat a búr gerillák folyamatosan zavarták. Ez Colley-t felbőszítette és úgy döntött, lerohanja a kommunikációs vonalait zavaró kóbor gerillákat. Az viszont az ő egyik hibájának tudható be, hogy a gerillák eredményesen zaklatták a mögötte levő angol erőket, mivel mélyen benyomult a búr területekre és nem várta be az erősítéseket, az útvonalak így megnyúltak. Ráadásul a búrok jobban ismerték a terepet az angoloknál. A búrok saját, hétköznapi ruhájukat viselve szinte beolvadtak a szavannába, szemben a brit regulárisok egységes, rikító (többnyire vörös) színű kabátot viseltek, amit messziről is könnyű volt észre venni.

## A csata menete
Colley kémei kiderítették hol a legveszélyesebb az útvonal, majd jelentették ezt parancsnokuknak. Reggel 9-kor Colley tábornok kivonult a Mount Prospect táborból, főként gyalogságot vitt magával, illetve néhány lovast és 2 ágyút.
Az angolok nem sokkal később felmentek schuinshoogtei magaslatra. Amint meghallották hogy a búr Weilbach, és Smith tábornok csapatai közelednek, Colley harckészültséget rendelt el. A búrok körbezárták az angol csapatokat ezzel elzárták a menekülési útvonalakat. A búrok nem sokkal később megindították támadásukat. Az angolokat nagyban hátráltatta feltűnő, fekete, és piros egyenruhájuk, ezzel szemben a búrok terepszínű ruhákat viseltek, egyébként mesterei voltak a rejtőzködésnek.
A délután folyamán nagy esőzés volt, ezért a támadást visszarendelték. Az éjszaka folyamán Colley tábornok hatalmas hibát követett el, kitörésre szánta el magát a búr vonalakon keresztül. A búrok kis idő múlva viszonozták a tüzet, majd ellentámadásba mentek át, és bár az angoloknak a kitörés sikerült, és csapataik egy részét kimenekítették, hatalmas árat fizettek érte, a katonák tömege esett el az Ingogo folyón való átkelés során.
A britek végül elvesztettek 69 katonát és 7 tisztet, ráadásul további 63 sebesült katonával lett több a seregben.